# Agrochola wolfschlägeri
Agrochola wolfschlägeri là một loài bướm đêm trong họ Noctuidae.